# Psychotria callensii
Psychotria callensii är en måreväxtart som beskrevs av Ernest Marie Antoine Petit. Psychotria callensii ingår i släktet Psychotria och familjen måreväxter. Inga underarter finns listade i Catalogue of Life.